# Джанкойский городской совет
Джанко́йский городско́й сове́т (укр. Джанкойська міська рада, крымскотат. Canköy şeer şurası, Джанкой шеэр шурасы) — орган местного самоуправления одноимённой территориальной общины Джанкойского района Автономной Республики Крым Украины, до 2023 года также являлся подчинённой совету территорией города республиканского значения Джанкой Автономной Республики Крым (согласно позиции Украины; до 1991 года — в составе Крымской области). Орган местного самоуправления муниципального образования — городского округа Джанкой Республики Крым Российской Федерации (согласно позиции России, фактически контролирующей Крым).
Административный центр (месторасположение одноимённого органа власти — горсовета) — город Джанкой.
Первый городской совет в нём был образован в 1926 году, когда населённый пункт стал городом в составе Джанкойского района. Джанкойский горсовет, выведенный из подчинения району, был сформирован в 1960-е годы, когда Джанкой стал городом областного значения как отдельная административно-территориальная единица Крымской области.
К 2014 году включал единственный населённый пункт — город Джанкой.
С 2014 года на месте горсовета находится городской округ Джанкой Республики Крым России.
17 июля 2020 года парламент Украины, не признающий аннексию Крыма Российской Федерацией, принял постановление о новой сети районов в стране, которым предполагается включить территорию горсовета в состав Джанкойского района, однако это решение не вступало в силу до «возвращения Крыма под общую юрисдикцию Украины». 9 сентября 2023 года, несмотря на отсутствие контроля над полуостровом, вступили в силу поправки, которые ввели в действие данное постановление в отношении Крыма.